# Heindlhof
Heindlhof ist ein Gemeindeteil der Stadt Hilpoltstein im Landkreis Roth (Mittelfranken, Bayern). Heindlhof liegt in der Gemarkung Mindorf.

## Lage
Die Einöde Heindlhof liegt, umgeben von landwirtschaftlich genutzten Flächen, im Vorland der Frankenalb südöstlich von Hilpoltstein. 100 Meter östlich des Hofes fließt der Freibach in nördlicher Richtung dem Minbach zu.
Die Hofflur betrug Anfang des 19. Jahrhunderts 52 Hektar.

## Geschichte
Nach dem Landshuter Erbfolgekrieg wurde das Land um Hilpoltstein 1505 dem neuen Territorium der „Jungen Pfalz“ einverleibt, das Pfalzgraf Ottheinrich erhielt. Hoch verschuldet, verpfändete dieser das Amt Hilpoltstein 1542 für 36 Jahre an die Reichsstadt Nürnberg. Diese ließ 1544 ein Salbuch über das Amt Hilpoltstein anlegen, in dem die „Haindlhöfe“ verzeichnet sind. Es handelte sich um drei Höfe; einer gehörte grundherrschaftlich zum Kloster Seligenporten, der zweite war brandenburg-ansbachischer Besitz (zum Kastenamt Stauf gehörend), der dritte war nürnbergisch. Der unmittelbar benachbarte Zereshof kommt in dem Salbuch nicht vor; vermutlich ist er unter den Haindlhöfen subsumiert, ebenso der abgegangene „Ärchtelhof“. Die Vogel’sche Karte über das 1578 wieder eingelöste pfalz-neuburgische Pflegamt Hilpoltstein von 1604 enthält nur die Singularbezeichnung „Haimblhof in der Pfarr Garsdorf (= Jahrsdorf)“, meint aber damit ausdrücklich zwei Höfe, einen markgräflichen und einen nürnbergischen; der „Zerreshof“ ist hier gesondert aufgeführt.
Gegen Ende des Alten Reiches, um 1800, gehörte der eine Hof des Heindlhofs der Kirche Thalmässing, der andere dem St. Klaraamt in Nürnberg. Das ehemals pfalz-neuburgische, seit 1777 kurfürstliche Pfleg- und Kastenamt Hilpoltstein hatte die hohe Gerichtsbarkeit inne.
Im neuen Königreich Bayern (1806) wurde der Steuerdistrikt Weinsfeld gebildet, dem auch der Heindlhof angehörte. Nach der Gemeindebildung umfasste 1820 die Ruralgemeinde Mindorf neben dem Kirchdorf selber den Weiler Heindlhof aus drei Höfen und den Zereshof (1 Anwesen). 1875 erfährt man vom Viehbestand Heindlhofs: Hier gab es zwei Pferde und 25 Stück Rindvieh (Zereshof: vier Pferde, 15 Stück Rindvieh).
Im Zuge der Gebietsreform in Bayern ließ sich die Gemeinde Mindorf mit Heindlhof und Zereshof am 1. Januar 1972 nach Hilpoltstein eingemeinden.

## Einwohner

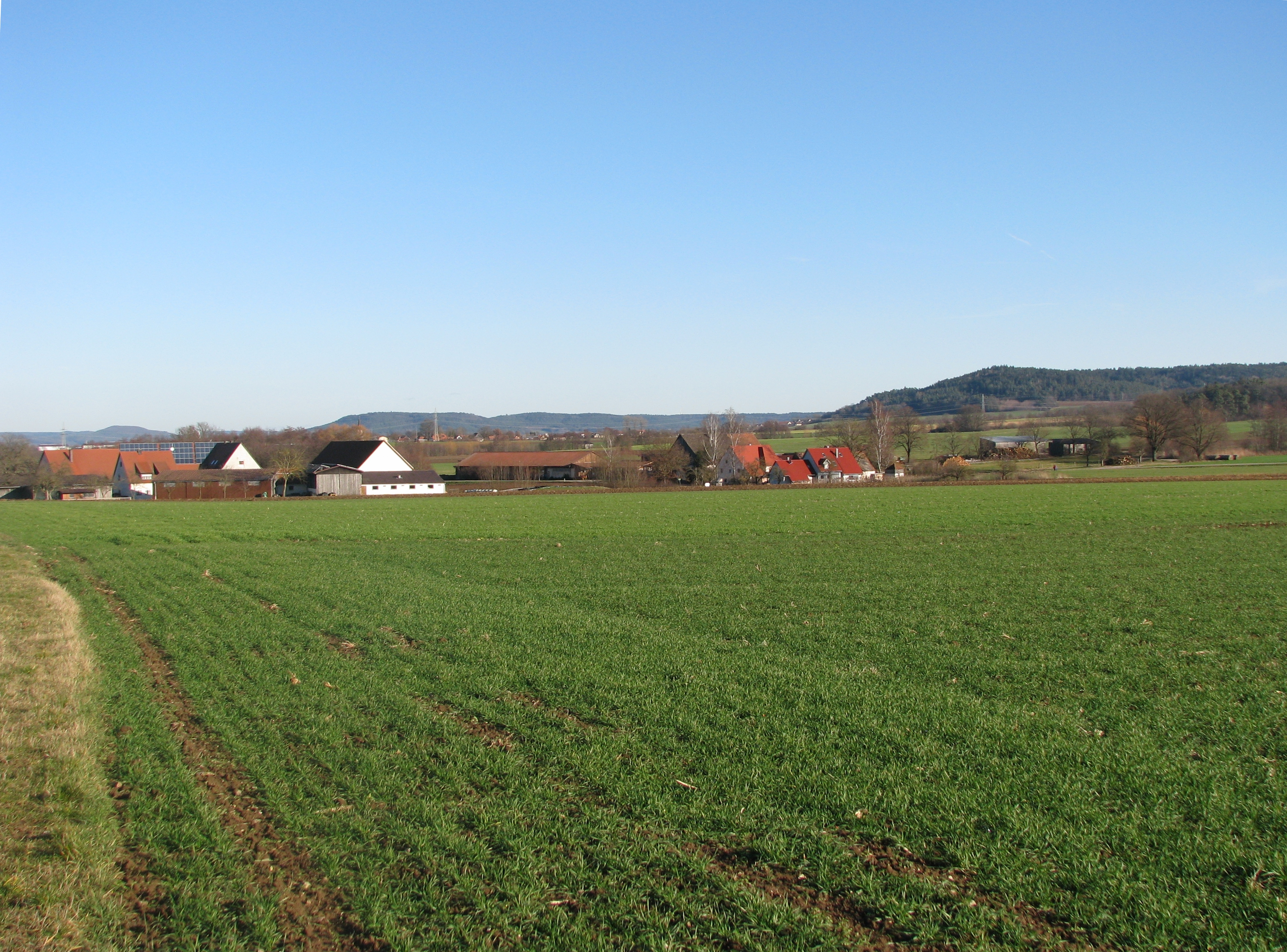
Der Heindlhof (links) und der benachbarte Zereshof (rechts) aus westlicher Sicht

- 1818: 24 (3 „Feuerstellen“ = Anwesen, 4 Familien)[14]
- 1861: 12 (6 Gebäude)[15]
- 1871: 12 (6 Gebäude)[16]
- 1885: 20 (3 Wohngebäude)[17]
- 1900: 13 (4 Wohngebäude)[18]
- 1925: 14 (2 Wohngebäude)[19]
- 1937: 21 („Heindlhöfe“; nur Protestanten, nach Eysölden gepfarrt)[20]
- 1950: 27 (2 Wohngebäude)[21]
- 1961: 11 (2 Wohngebäude)[22]
- 1970: 10[23]
- 1987: 10 (2 Wohngebäude, 2 Wohnungen)[24]

## Verkehr
Von der zwischen Weinsfeld und Eysölden verlaufenden Gemeindeverbindungsstraße zweigt eine Verbindungsstraße zum Zereshof und weiter zum Heindlhof bzw. nach Mindorf ab. Auch von Pyras her führt eine von der Kreisstraße RH 25 abzweigende Straße zum Heindlhof.